# Fischer (Teresópolis)
Fischer é um bairro de Teresópolis, cidade localizada no interior do estado do Rio de Janeiro. De acordo com o Instituto Brasileiro de Geografia e Estatística (IBGE), sua população no ano de 2010 era de 1 834 habitantes, sendo 932 mulheres (50.8%) e 902 homens (49.2%), possuindo um total de 691 domicílios.